# All-Star Game de la NBA 2022
El All-Star Game de la NBA de 2022 fue la septuagésima primera edición del partido de las estrellas de la NBA. Tuvo lugar el 20 de febrero de 2022 en el Rocket Mortgage FieldHouse de Cleveland, Ohio, sede de los Cleveland Cavaliers. El Team LeBron se proclamó vencedor y Stephen Curry fue nombrado MVP.

## All-Star Game

### Jugadores
Los quintetos iniciales del All-Star Game se anunciaron el 27 de enero de 2022, mientras que los reservas se anunciaron el día 3 de febrero.
El 7 de febrero se anunciaron los reemplazos de los lesionados Kevin Durant y Draymond Green, siendo sustituidos por LaMelo Ball y Dejounte Murray.
- Cursiva indica el líder en votos por conferencia

| Pos              | Jugador               | Equipo              | N.º de selec.    |
| Quinteto inicial | Quinteto inicial      | Quinteto inicial    | Quinteto inicial |
| ---------------- | --------------------- | ------------------- | ---------------- |
| G                | Trae Young            | Atlanta Hawks       | 2                |
| G                | DeMar DeRozan         | Chicago Bulls       | 5                |
| F                | Giannis Antetokounmpo | Milwaukee Bucks     | 6                |
| F                | Kevin Durant          | Brooklyn Nets       | 12               |
| C                | Joel Embiid           | Philadelphia 76ers  | 5                |
| Reservas         |                       |                     |                  |
| G                | Darius Garland        | Cleveland Cavaliers | 1                |
| G                | James Harden          | Brooklyn Nets       | 10               |
| G                | Zach LaVine           | Chicago Bulls       | 2                |
| G                | Fred VanVleet         | Toronto Raptors     | 1                |
| F                | Jimmy Butler          | Miami Heat          | 6                |
| F                | Khris Middleton       | Milwaukee Bucks     | 3                |
| F                | Jayson Tatum          | Boston Celtics      | 3                |
| Reemplazos       |                       |                     |                  |
| G                | LaMelo Ball           | Charlotte Hornets   | 1                |
| C                | Jarrett Allen         | Cleveland Cavaliers | 1                |

| Pos              | Jugador            | Equipo                 | N.º de selec.    |
| Quinteto inicial | Quinteto inicial   | Quinteto inicial       | Quinteto inicial |
| ---------------- | ------------------ | ---------------------- | ---------------- |
| G                | Stephen Curry      | Golden State Warriors  | 8                |
| G                | Ja Morant          | Memphis Grizzlies      | 1                |
| F                | LeBron James       | Los Angeles Lakers     | 18               |
| F                | Andrew Wiggins     | Golden State Warriors  | 1                |
| C                | Nikola Jokić       | Denver Nuggets         | 4                |
| Reservas         |                    |                        |                  |
| G                | Devin Booker       | Phoenix Suns           | 3                |
| G                | Luka Dončić        | Dallas Mavericks       | 3                |
| G                | Donovan Mitchell   | Utah Jazz              | 3                |
| G                | Chris Paul         | Phoenix Suns           | 12               |
| F                | Draymond Green     | Golden State Warriors  | 4                |
| C                | Rudy Gobert        | Utah Jazz              | 3                |
| C                | Karl-Anthony Towns | Minnesota Timberwolves | 3                |
| Reemplazos       |                    |                        |                  |
| G                | Dejounte Murray    | San Antonio Spurs      | 1                |

### Equipos definitivos
El 10 de febrero se realizó la elección de los dos equipos, con LeBron elegiendo a Giannis Antetokounmpo en el primer puesto y luego Durant eligiendo a Joel Embiid en la segundo, como su primera elección. Team Durant tendrá la condición de equipo "local" en el partido. El 14 de febrero se anunció que el reemplazo del lesionado Harden sería Jarrett Allen.
| Pos                                       | Jugador               | Equipo                |                  |
| Quinteto inicial                          | Quinteto inicial      | Quinteto inicial      | Quinteto inicial |
| ----------------------------------------- | --------------------- | --------------------- | ---------------- |
| F                                         | LeBron James          | Los Angeles Lakers    |                  |
| F                                         | Giannis Antetokounmpo | Milwaukee Bucks       |                  |
| C                                         | Nikola Jokić          | Denver Nuggets        |                  |
| G                                         | DeMar DeRozan         | Chicago Bulls         |                  |
| G                                         | Stephen Curry         | Golden State Warriors |                  |
| Reservas                                  |                       |                       |                  |
| G                                         | Luka Dončić           | Dallas Mavericks      |                  |
| G                                         | Darius Garland        | Cleveland Cavaliers   |                  |
| G                                         | Chris Paul            | Phoenix Suns          |                  |
| F                                         | Jimmy Butler          | Miami Heat            |                  |
| G                                         | Donovan Mitchell      | Utah Jazz             |                  |
| G                                         | Fred VanVleet         | Toronto Raptors       |                  |
| C                                         | Jarrett Allen         | Cleveland Cavaliers   |                  |
| Entrenador: Monty Williams (Phoenix Suns) |                       |                       |                  |

| Pos                                     | Jugador            | Equipo                 |                  |
| Quinteto inicial                        | Quinteto inicial   | Quinteto inicial       | Quinteto inicial |
| --------------------------------------- | ------------------ | ---------------------- | ---------------- |
| F                                       | Andrew Wiggins     | Golden State Warriors  |                  |
| F                                       | Jayson Tatum       | Boston Celtics         |                  |
| C                                       | Joel Embiid        | Philadelphia 76ers     |                  |
| G                                       | Ja Morant          | Memphis Grizzlies      |                  |
| G                                       | Trae Young         | Atlanta Hawks          |                  |
| Reservas                                |                    |                        |                  |
| G                                       | Devin Booker       | Phoenix Suns           |                  |
| C                                       | Karl-Anthony Towns | Minnesota Timberwolves |                  |
| G                                       | Zach LaVine        | Chicago Bulls          |                  |
| G                                       | Dejounte Murray    | San Antonio Spurs      |                  |
| F                                       | Khris Middleton    | Milwaukee Bucks        |                  |
| G                                       | LaMelo Ball        | Charlotte Hornets      |                  |
| C                                       | Rudy Gobert        | Utah Jazz              |                  |
| Entrenador: Erik Spoelstra (Miami Heat) |                    |                        |                  |

### Entrenadores
El 31 de enero, se anunció que Monty Williams, de los Suns, sería el entrenador del equipo de la Conferencia Oeste (Team LeBron) por ser el mejor equipo del Oeste. El 6 de febrero se conoció que Erik Spoelstra, de los Heat, sería el entrenador del equipo de la Conferencia Este (Team Durant).

### Partido
En esta edición se utilizó el mismo formato que la edición de 2020; el equipo que anotara más puntos durante cada uno de los tres primeros cuartos de 12 minutos recibía un premio en metálico, que se donaba a una organización benéfica designada; el bote se volcaba si los equipos empataban. El último cuarto, sin cronómetro, se decidió a favor del primer equipo que alcanzara o superara una "puntuación objetivo" -la puntuación del equipo líder en anotación total después de tres cuartos más 24 puntos-.
| 20 de febrero de 2022 | Team Durant                                              | 160–163                               | Team LeBron                                                                    | |  |
| 8:00 pm ET            | Parciales: 45–47, 49–46, 45–45, 21–25                    | Parciales: 45–47, 49–46, 45–45, 21–25 | Parciales: 45–47, 49–46, 45–45, 21–25                                          | |  |
|                       | Estadísticas Joel Embiid 36 Joel Embiid 10 Trae Young 10 | Box score Pts Reb Asts                | Estadísticas Stephen Curry 50 Giannis Antetokounmpo 12 James, Jokić 8 cada uno | Pabellón: Rocket Mortgage FieldHouse, Cleveland, Ohio Árbitros: #5 Kane Fitzgerald, #60 James Williams, #45 Brian Forte Televisión: TNT, TBS |  |

Durante el descanso, con motivo del 75 aniversario de la NBA se rindió homenaje a los jugadores del Equipo del 75 aniversario.

## All-Star contest

### Celebrity Game
El Celebrity Game, patrocinado por Ruffles, se disputó en el Wolstein Center de Cleveland, un pabellón distinto al principal.
El 9 de febrero se anunciaron los participantes al Ruffles NBA All-Star Celebrity Game. Los equipos contarán con comediantes, raperos, artistas discográficos y otros, y estarán dirigidos por las leyendas de la NBA Bill Walton y Dominique Wilkins.
El 18 de febrero se celebró el encuentro con la victoria del Team Walton, siendo elegido Alex Toussaint como el mejor jugador del partido (MVP).
| 18 de febrero de 2022 | Team Walton | 65–51 | Team Nique |                                                             |
| 7:00 pm ET            |             |       |            |                                                             |
|                       |             |       |            | Pabellón: Wolstein Center, Cleveland, Ohio Televisión: ESPN |

| Jugador                 | Profesión                                      |
| ----------------------- | ---------------------------------------------- |
| Jimmie Allen            | Cantante                                       |
| Brittney Elena          | Modelo                                         |
| Machine Gun Kelly       | Rapero                                         |
| Dearica Hamby           | Jugadora de la WNBA                            |
| Noah Carlock            | Ganador del concurso Fanatics All-In Challenge |
| Nyjah Huston            | Skateboarder                                   |
| Matt James              | The Bachelor                                   |
| Quavo (4)               | Rapero                                         |
| Ranveer Singh           | Actor                                          |
| Alex Toussaint          | Entrenador personal                            |
| Anderson Varejão        | Exjugador NBA                                  |
| Entrenador: Bill Walton |                                                |

| Jugador                       | Profesión                        |
| ----------------------------- | -------------------------------- |
| Anuel AA                      | Rapero                           |
| Justin Bibb                   | Alcalde de Cleveland             |
| Kane Brown (2)                | Cantante                         |
| Myles Garrett                 | Jugador de la NFL                |
| Booby Gibson                  | Exjugador NBA                    |
| Tiffany Haddish               | Actriz                           |
| Jack Harlow                   | Rapero                           |
| Crissa Jackson                | Jugadora de Harlem Globetrotters |
| Anjali Ranadivé               | Cantante                         |
| Gianmarco Tamberi             | Campeón de salto olímpico        |
| Entrenador: Dominique Wilkins |                                  |

### Skills Challenge
El 8 de febrero de 2022, se anunciaron los tres equipos participantes al concurso Taco Bell Skills Challenge: El 19 de febrero el Team Cavs se proclamó campeón del concurso.

#### Participantes
| Jugador                | Equipo          |
| ---------------------- | --------------- |
| Giannis Antetokounmpo  | Milwaukee Bucks |
| Thanasis Antetokounmpo | Milwaukee Bucks |
| Alex Antetokounmpo     | Raptors 905     |

| Jugador        | Equipo              |
| -------------- | ------------------- |
| Jarrett Allen  | Cleveland Cavaliers |
| Darius Garland | Cleveland Cavaliers |
| Evan Mobley    | Cleveland Cavaliers |

| Jugador         | Equipo                |
| --------------- | --------------------- |
| Scottie Barnes  | Toronto Raptors       |
| Cade Cunningham | Detroit Pistons       |
| Josh Giddey     | Oklahoma City Thunder |

### Three Point Contest
El 9 de febrero de 2022, se anunciaron los participantes al concurso de triples: El 19 de febrero Karl-Anthony Towns se proclamó campeón del MTN DEW 3-Point Contest.
| Pos. | Jugador            | Equipo                 | Altura | Peso | 1.ª ronda | Ronda final |
| ---- | ------------------ | ---------------------- | ------ | ---- | --------- | ----------- |
| E    | Luke Kennard       | Los Angeles Clippers   | 1,96   | 93   | 28        | 26          |
| P    | Karl-Anthony Towns | Minnesota Timberwolves | 2,11   | 112  | 22        | 29          |
| B    | Trae Young         | Atlanta Hawks          | 1,85   | 74   | 22        | 26          |
| E    | Desmond Bane       | Memphis Grizzlies      | 1,96   | 98   | 18        | NO          |
| E    | Zach LaVine        | Chicago Bulls          | 1,96   | 92   | 14        | NO          |
| E    | C. J. McCollum     | New Orleans Pelicans   | 1,91   | 86   | 19        | NO          |
| B    | Patty Mills        | Brooklyn Nets          | 1,83   | 79   | 21        | NO          |
| B    | Fred VanVleet      | Toronto Raptors        | 1,85   | 89   | 16        | NO          |

### Slam Dunk Contest
El 1 de febrero de 2022, se anunciaron los participantes al concurso de mates: El 19 de febrero Obi Toppin se proclamó campeón del AT&T Slam Dunk.
| Pos. | Jugador               | Equipo                | Altura | Peso | 1.ª ronda  | Ronda final |
| ---- | --------------------- | --------------------- | ------ | ---- | ---------- | ----------- |
| E    | Jalen Green           | Houston Rockets       | 1,98   | 82   | 83 (38+45) | NO          |
| B    | Cole Anthony          | Orlando Magic         | 1,91   | 86   | 70 (40+30) | NO          |
| A    | Juan Toscano-Anderson | Golden State Warriors | 1,98   | 98   | 87 (44+43) | 69 (39+30)  |
| AP   | Obi Toppin            | New York Knicks       | 2,06   | 100  | 90 (44+46) | 92 (45+47)  |

### Rising Stars Challenge
A finales de enero de 2022, la NBA anunció cambios importantes para este encuentro. En lugar del habitual partido que enfrentaba al Team World y al Team USA —y que anteriormente se definía como Rookies vs Sophomores—, esta edición del Rising Stars contará con tres partidos entre cuatro equipos de novatos, jugadores de segundo año y, por primera vez, componentes de la NBA G League, en concreto del Ignite.
En el evento del 18 de febrero participarán 28 jugadores —doce novatos, doce sophomores y cuatro G-League—, los cuales se dividirán en cuatro equipos compuestos por siete jugadores cada uno. Esta selección de jugadores será realizada por los entrenadores asistentes de la NBA, mientras que los cuatro representantes de la Liga de Desarrollo serán elegidos por los entrenadores jefe de dicha competición.
Cada equipo será dirigido por un miembro de la lista de los 75 mejores jugadores de la historia y técnicos asistentes del All-Star Game de 2022 en una fecha anterior a la disputa del mini-torneo. Cada uno de los equipos contará con uno de los jugadores de la G-League.
Cada uno de los partidos no tendrá un tiempo definido sino que este se acabará cuando se alcance una puntuación determinada. Los dos primeros partidos, correspondientes a las semifinales, se jugarán hasta que uno de los dos equipos alcance los 50 puntos. El tercer encuentro, la final, tendrá como ganador al equipo que alcance primero los 25 puntos anotados.
El 1 de febrero se dio a conocer la lista de jugadores que participarán en el evento, y el 4 de febrero se presentaron los cuatro equipos.
Chris Duarte no pudo jugar por lesión, siendo reemplazado por Jonathan Kuminga.
El 18 de febrero se disputaron los encuentros, y el Team Barry se proclamó campeón, y Cade Cunningham fue elegido como el mejor jugador del campeonato (MVP).

#### Jugadores
| Jugador          | Equipo                |
| ---------------- | --------------------- |
| Scottie Barnes   | Toronto Raptors       |
| Cade Cunningham  | Detroit Pistons       |
| Ayo Dosunmu      | Chicago Bulls         |
| Chris Duarte     | Indiana Pacers        |
| Josh Giddey      | Oklahoma City Thunder |
| Jalen Green      | Houston Rockets       |
| Herbert Jones    | New Orleans Pelicans  |
| Davion Mitchell  | Sacramento Kings      |
| Evan Mobley      | Cleveland Cavaliers   |
| Alperen Şengün   | Houston Rockets       |
| Jalen Suggs      | Orlando Magic         |
| Franz Wagner     | Orlando Magic         |
| Jonathan Kuminga | Golden State Warriors |
| Nah'Shon Hyland  | Denver Nuggets        |

| Jugador           | Equipo                 |
| ----------------- | ---------------------- |
| Precious Achiuwa  | Toronto Raptors        |
| Cole Anthony      | Orlando Magic          |
| LaMelo Ball       | Charlotte Hornets      |
| Desmond Bane      | Memphis Grizzlies      |
| Saddiq Bey        | Detroit Pistons        |
| Anthony Edwards   | Minnesota Timberwolves |
| Tyrese Haliburton | Sacramento Kings       |
| Tyrese Maxey      | Philadelphia 76ers     |
| Jaden McDaniels   | Minnesota Timberwolves |
| Isaac Okoro       | Cleveland Cavaliers    |
| Isaiah Stewart    | Detroit Pistons        |
| Jae'Sean Tate     | Houston Rockets        |

| Jugador          |
| ---------------- |
| MarJon Beauchamp |
| Dyson Daniels    |
| Jaden Hardy      |
| Scoot Henderson  |

#### Equipos definitivos
| Pos.                   | Jugador         | Equipo              | R/S/P     |
| ---------------------- | --------------- | ------------------- | --------- |
| G                      | Cade Cunningham | Detroit Pistons     | Rookie    |
| F                      | Dyson Daniels   | NBA G League Ignite | Prospect  |
| F                      | Evan Mobley     | Cleveland Cavaliers | Rookie    |
| G/F                    | Isaac Okoro     | Cleveland Cavaliers | Sophomore |
| C                      | Alperen Şengün  | Houston Rockets     | Rookie    |
| F                      | Jae'Sean Tate   | Houston Rockets     | Sophomore |
| F                      | Franz Wagner    | Orlando Magic       | Rookie    |
| Entrenador: Rick Barry |                 |                     |           |

| Pos.                     | Jugador           | Equipo                 | R/S/P     |
| ------------------------ | ----------------- | ---------------------- | --------- |
| F/C                      | Precious Achiuwa  | Toronto Raptors        | Sophomore |
| G/F                      | Desmond Bane      | Memphis Grizzlies      | Sophomore |
| F                        | Saddiq Bey        | Detroit Pistons        | Sophomore |
| G                        | Anthony Edwards   | Minnesota Timberwolves | Sophomore |
| G                        | Tyrese Haliburton | Sacramento Kings       | Sophomore |
| G                        | Jaden Hardy       | NBA G League Ignite    | Prospect  |
| C                        | Isaiah Stewart    | Detroit Pistons        | Sophomore |
| Entrenador: Isiah Thomas |                   |                        |           |

| Pos.                    | Jugador          | Equipo                 | R/S/P     |
| ----------------------- | ---------------- | ---------------------- | --------- |
| G                       | LaMelo Ball      | Charlotte Hornets      | Sophomore |
| F                       | Scottie Barnes   | Toronto Raptors        | Rookie    |
| G                       | Ayo Dosunmu      | Chicago Bulls          | Rookie    |
| F                       | Jonathan Kuminga | Golden State Warriors  | Rookie    |
| G                       | Scoot Henderson  | NBA G League Ignite    | Prospect  |
| F                       | Jaden McDaniels  | Minnesota Timberwolves | Sophomore |
| G                       | Nah'Shon Hyland  | Denver Nuggets         | Rookie    |
| Entrenador: Gary Payton |                  |                        |           |

| Pos.                     | Jugador          | Equipo                | R/S/P     |
| ------------------------ | ---------------- | --------------------- | --------- |
| G                        | Cole Anthony     | Orlando Magic         | Sophomore |
| G/F                      | MarJon Beauchamp | NBA G League Ignite   | Prospect  |
| G                        | Josh Giddey      | Oklahoma City Thunder | Rookie    |
| G                        | Jalen Green      | Houston Rockets       | Rookie    |
| C                        | Herbert Jones    | New Orleans Pelicans  | Rookie    |
| G                        | Tyrese Maxey     | Philadelphia 76ers    | Sophomore |
| G                        | Jalen Suggs      | Orlando Magic         | Rookie    |
| Entrenador: James Worthy |                  |                       |           |

|  | Semifinales | Semifinales |            |    | Final | Final |
|  |             |             |            |    |       |       |
|  |             |             |            |    |       |       |
|  |             |             |            |    |       |       |
|  | Team Isiah  | 50          |            |    |       |       |
|  | Team Isiah  | 50          |            |    |       |       |
|  | Team Worthy | 49          |            |    |       |       |
|  | Team Worthy | 49          | Team Isiah | 20 |       |       |
|  |             |             | Team Isiah | 20 |       |       |
|  |             | Team Barry  | 25         |    |       |       |
|  | Team Barry  | Team Barry  | 25         | 50 |       |       |
|  | Team Barry  |             |            | 50 |       |       |
|  | Team Payton | 48          |            |    |       |       |
|  | Team Payton | 48          |            |    |       |       |